# Automatic Warning System

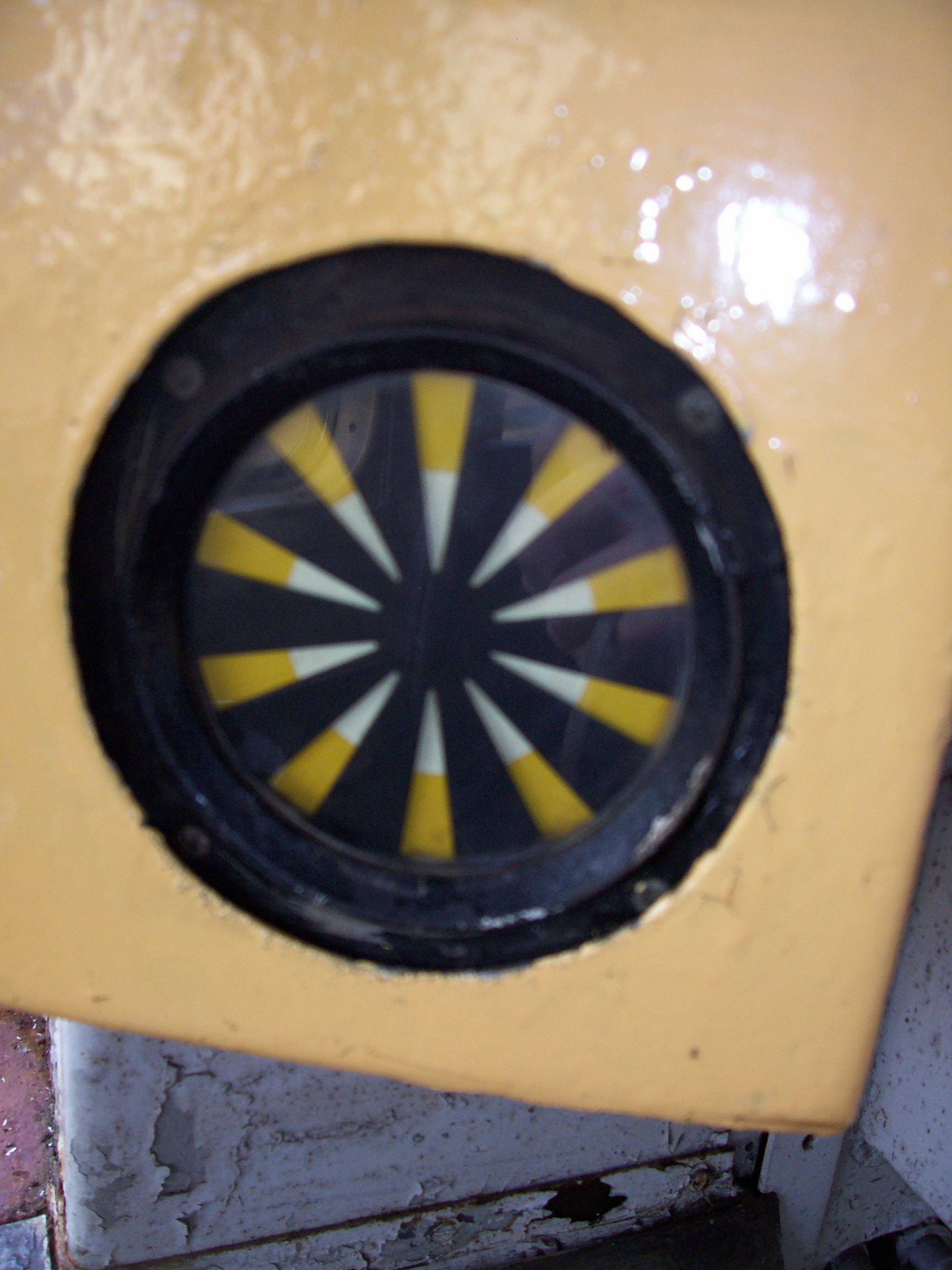
De AWS 'sunflower' indicator in de cabine van de Class 27 locomotief, in de waarschuwing positie.

Automatic Warning System of AWS is een Brits treinbeïnvloedingssysteem dat op bijna alle spoorlijnen in het Verenigd Koninkrijk voorkomt. Het systeem bewaakt uitsluitend seinbeelden, geen maximumsnelheden en valt daarom onder de stopsystemen. De CTRL, die de Kanaaltunnel met de Britse hoofdstad verbindt, is een van de weinige Britse spoorlijnen waar het systeem niet ligt.

## Werking
Ongeveer 0,10 mijl (of 183 meter) voor ieder sein is een magneet aangebracht. Bij een groen sein is de spanning van de magneet positief. Bij een geel seinbeeld is de spanning negatief en moet de machinist een knop indrukken om het systeem te "resetten". Bovendien wordt er dan een geel-zwart teken genaamd Sunflower zichtbaar. Bij een rood sein voert de magneet geen spanning, maar zorgt een baken naast het sein dat het systeem een snelremming inzet.

## Het Britse seinstelsel

### Hoofdseinen
| Seinbeeld             | Betekenis                                                                | Reactie van AWS |
| --------------------- | ------------------------------------------------------------------------ | --- |
| Groen                 | De baan is vrij, rijden met de maximaal toegestane snelheid              | Een gong is te horen en de sunflower wordt onzichtbaar. |
| Dubbelgeel            | Het volgende sein is geel                                                | Er is een zoem te horen in de cabine, de machinist moet binnen 3,5 seconden op de knop acknowledge (bevestiging) drukken om een snelremming te voorkomen. Als er op acknowledge gedrukt is wordt de sunflower zichtbaar. |
| Geel                  | Het volgende sein is rood                                                | Er is een zoem te horen in de cabine, de machinist moet binnen 3,5 seconden op de knop acknowledge (bevestiging) drukken om een snelremming te voorkomen. Als er op acknowledge gedrukt is wordt de sunflower zichtbaar. |
| Dubbelgeel knipperend | Het volgende sein is geel knipperend                                     | Er is een zoem te horen in de cabine, de machinist moet binnen 3,5 seconden op de knop acknowledge (bevestiging) drukken om een snelremming te voorkomen. Als er op acknowledge gedrukt is wordt de sunflower zichtbaar. |
| Geel knipperend       | Rijden met een beperkte snelheid door die door een bord wordt aangegeven | Er is een zoem te horen in de cabine, de machinist moet binnen 3,5 seconden op de knop acknowledge (bevestiging) drukken om een snelremming te voorkomen. Als er op acknowledge gedrukt is wordt de sunflower zichtbaar. |
| Rood                  | Stoppen voor het sein                                                    | Een baken naast het sein zorgt dat AWS een snelremming inzet. |

### Herhalingsseinen
Wanneer het zicht op het hoofdsein wordt beperkt door bijvoorbeeld een bocht, staat er hoofdsein een herhalingssein (Engels: banner repeater signal). Het herhalingssein toont een horizontale streep als het hoofdsein stop toont, en een diagonale streep bij ieder ander seinbeeld.

## Verwijzingen
1. ↑  Automatic Warning System. www.railsigns.uk. Gearchiveerd op 21 april 2020. Geraadpleegd op 20 mei 2020.
2. ↑  https://web.archive.org/web/20180810143338/https://www.rssb.co.uk/rgs/rulebooks/GERM8000-master-module%20Iss%201.pdf